# Zamość (Poméranie)
Pour les articles homonymes, voir Zamość.
Zamość est une localité polonaise de la gmina rurale de Karsin située dans le powiat de Kościerzyna en voïvodie de Poméranie. Elle se trouve à environ 24 km au sud de Kościerzyna et 69 km au sud-ouest de la capitale régionale Gdańsk.

## Géographie

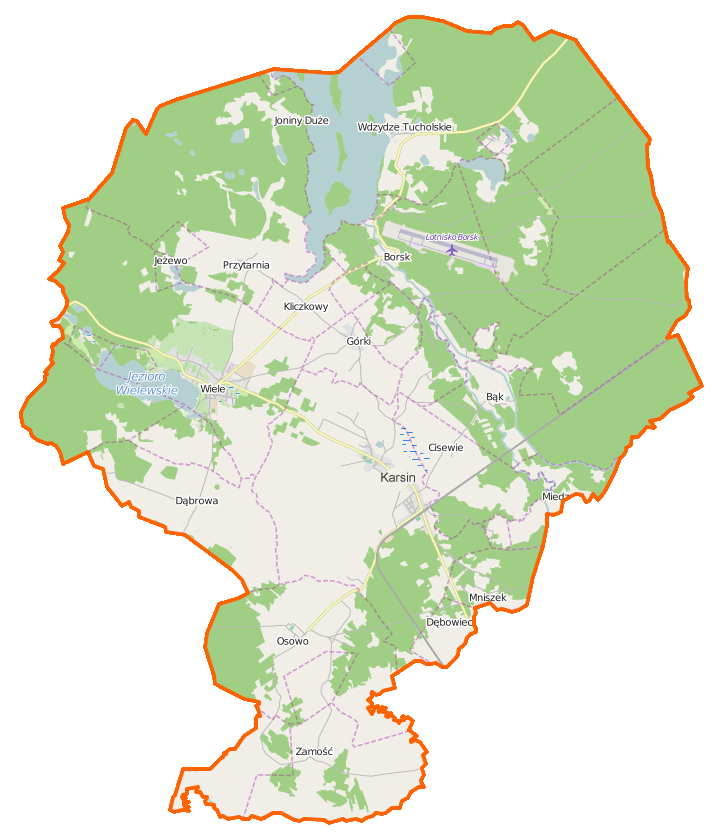
Carte de la gmina de Karsin.